# تورلاک (کالیفرنیا)
تورلاک (به انگلیسی: Turlock) شهری در شهرستان استانیسلاس، کالیفرنیا ایالت کالیفرنیا است که در سرشماری سال ۲۰۱۰ میلادی، ۶۸۵۴۹ نفر جمعیت داشته است.

## تاریخچه
تا ۱۹۳۰، آشوری‌ها،  ۲۰٪ از جمعیت تورلاک را تشکیل می‌دادند که بیشتر در بخش زراعت فعال بودند. آنها چنان بخش شایان توجهی از جمعیت را تشکیل می‌دادند که حتی به بخشی از جنوب شهر ارومیه کوچک که از آنجا آمده بودند گفته می‌شد. این شهر از مراکز مهم جامعهٔ آشوری در آمریکاست، که از دهه ۱۹۱۰ وارد آن شدند. پس از نزاع سیاسی در عراق و انقلاب اسلامی در ایران ورود آشوریان به آن افزایش یافت.